# Lydia Cheromei
Lydia Cheromei  (née le 15 mai 1977 dans le District de Baringo) est une athlète kényane, spécialiste des courses de fond. 

## Biographie
Le 8 juin 1997, elle remporte la course féminine suisse à Berne en 14 min 57 s 2. Elle établit ainsi une nouvelle meilleure performance mondiale sur 5 kilomètres en devenant la première femme à franchir la barre des 15 min.
Elle participe aux Jeux olympiques de 2000 et se classe 6e de la finale du 5 000 mètres.
Elle se classe deuxième des championnats du monde de semi-marathon 2004, à New Delhi, et remporte le titre par équipes en 2012.
En 2008, elle remporte le marathon d'Amsterdam.

### Palmarès
| Date | Compétition                            | Lieu      | Résultat | Performance |
| ---- | -------------------------------------- | --------- | -------- | ----------- |
| 1997 | Championnats du monde                  | Athènes   | 5e       | 5 000 m     |
| 2000 | Jeux olympiques                        | Sydney    | 6e       | 5 000 m     |
| 2004 | Championnats du monde de semi-marathon | New Delhi | 2e       | Individuel  |
| 2008 | Marathon d'Amsterdam                   | Amsterdam | 1re      | Marathon    |
| 2012 | Championnats du monde de semi-marathon | Kavarna   | 4e       | Individuel  |
| 2012 | Championnats du monde de semi-marathon | Kavarna   | 2e       | Par équipes |

### Records
| Épreuve       | Performance     | Lieu   | Date            |
| ------------- | --------------- | ------ | --------------- |
| 5 kilomètres  | 14 min 58 s     | Berne  | 8 juin 1997     |
| Semi-marathon | 1 h 7 min 26 s  | Prague | 31 mars 2012    |
| Marathon      | 2 h 21 min 30 s | Dubaï  | 27 janvier 2012 |